# Hermetia aurinotata
Hermetia aurinotata är en tvåvingeart som beskrevs av Lindner 1935. Hermetia aurinotata ingår i släktet Hermetia och familjen vapenflugor.
Artens utbredningsområde är Guyana. Inga underarter finns listade i Catalogue of Life.